# Fernand Sanz
Pour les articles homonymes, voir Sanz.
Fernando Sanz y Martínez de Arizala appelé Fernand Sanz, né le 28 février 1881 à Madrid et mort le 8 janvier 1925 à Pau, est le fils illégitime du roi Alphonse XII d'Espagne avec la cantatrice Elena Sanz. 
Naturalisé français, il a remporté comme coureur cycliste la médaille d'argent de la vitesse individuelle lors des Jeux olympiques de 1900 à Paris, derrière son compatriote Albert Taillandier. Il est également champion de France de boxe anglaise en 1903 et en 1904.

## Palmarès
- 1900
  -  Vice-champion olympique de vitesse individuelle
  - 3e du Grand Prix de Paris amateurs

- 1902
  - 2e du Grand Prix de Paris amateurs